# Les Poèmes dorés
Les Poèmes dorés sont un recueil de poésie d'Anatole France, publié en 1873 à Paris chez l'éditeur Alphonse Lemerre.

## Historique
C'est l'une des trois œuvres en vers d'Anatole France, qui appartient à ses œuvres de jeunesse ; il les dédie à Leconte de Lisle.

## Liste des poèmes de l'œuvre
19 poèmes composent ce recueil.
- À la lumière.
- Âmes obscures.
- Dédicace.
- La mort.
- La mort d'une libellule.
- La mort du singe.
- La perdrix.
- La vision des ruines.
- Le chêne abandonné.
- Le désir.
- Les affinités.
- Les arbres.
- Les cerfs.
- Les choses de l'amour.
- Les sapins.
- Marine.
- Sur une signature de Marie Stuart.
- Théra.
- Vénus, étoile du soir.